# Dobriška vas
Dobriška vas je naselje v Občini Oplotnica.